# Міжкультурна компетенція
Міжкультурна компетенція — це компетенція у спілкуванні з представниками інших культур та національностей. Іншими словами, можливість вести ефективний діалог. Вона може виникнути з ранніх років, а також бути розвинутою тренуваннями.
Олександр Томас (Alexander Thomas) дає таке визначення міжкультурної компетенції: «Вираження спроможності розуміти, поважати, цінувати і продуктивно використовувати умови і фактори сприйняття, судження, усвідомлення і дії щодо себе та інших людей в умовах взаємної адаптації, кордони якої можуть варіюватися від проявів толерантності до несумісних понять до розвитку форм спілкування і співпраці, заснованих на спільних діях, і до створення життєздатної моделі орієнтації в світі, сприйняття і будови світу».
Класифікація міжкультурних компетенцій:
- Загальні культурологічні та культурно-специфічні знання;
- Практичне спілкування;
- Міжкультурна психологічна сприйнятливість.

## Причини та передумови виникнення
Кожна людина має власну культуру, свою культурну приналежність з географічними, історичними та іншими аспектами. Міжкультурна компетенція виникла аби поліпшити людські відносини з різних культурних кіл, континентів або країн, а також з інших підприємств, іншої статі тощо. Адже навіть в межах однієї і тієї ж сім'ї можуть поєднуватися різні культурні цінності.
Основними передумовами виникнення міжкультурної компетенції є чутливість, емпатія, розуміння іншої поведінки і розумових зразків. Також здатність чітко і точно передавати власну точки зору, намагаючись уникати мовний бар'єр, бути зрозумілим, демонструвати гнучкість.

## Елементи
Російський вчений О. Садохін [Архівовано 17 травня 2021 у Wayback Machine.] у своїх працях зазначає, що міжкультурна компетенція являє собою сукупність знань, навичок і умінь, за допомогою яких індивід може успішно спілкуватися з партнерами з інших культур як на буденному, так і на професійному рівні.
Спираючись на таке розуміння міжкультурної компетенції, її зміст можна розділити на три групи елементів: афективні, когнітивні та процесуальні. До афективних елементів відносять толерантність та емпатію. Саме вони створюють психологічне «біополе» задля ефективної міжкультурної взаємодії. Когнітивні елементи зосереджують у собі культурно-специфічні знання, які допомагають уникнути непорозуміння та створити свою власну комунікативну поведінку у процесі спілкування з представниками іншої культури. Таким чином, трактування поведінки іноземного співрозмовника стає «прозорим». До складу процесуальних елементів входять стратегії, що застосовуються безпосередньо у ситуації. Розрізняють стратегії, спрямовані на успішне протікання взаємодії, спонукання до мовної дії, пошук спільних культурних елементів, готовність до розуміння і виявлення сигналів нерозуміння, використання досвіду колишніх контактів і т. д., і стратегії, спрямовані на поповнення знань про культурну своєрідність партнера тощо.

## Культурні відмінності
В аналізі культурних ознак розрізняють між культурними масштабами і аспектами, в тому числі:
- індивідуалізм (індивідуальні стимули) і колективізм (групові стимули)
- фемінінність (конфліктне рішення принципом тотожності, орієнтацією до єдиного колективу і кращої якості життя) і маскулінність (конфліктне рішення в рівній боротьбі, орієнтацією на конкурента)
- уникнення невпевненості (за потребою до формалізму або опору проти нього)
- дистанцію влади (фактичне або відчуте відмінність між ієрархічними ступенями всередині суспільства, ступінь прийняття членами цього суспільства ієрархії, тобто нерівномірний розподіл влади)
- монохронной (всі дії виконуються послідовно) і Поліхроніу (багато дії виконуються одночасно)
- структурними ознаками (наприклад, орієнтація на цінності, відчуття часу і простору, селективне сприйняття, невербальну комунікацію і манеру поведінки).

За цим та іншими критеріями розрізняють країни, регіони, підприємства, соціальні групи, а також і окремі особи.
Надії на успіх у співпраці, зокрема, під час переговорів, коопераціях, об'єднаннях і т. д. можуть бути реалістично оцінені, на відповідальні посади можуть бути призначені відповідні особи, які можуть бути цілеспрямовано підготовлені.

## Моделі
Відомо 66 моделей міжкультурної компетенції вчених з тринадцяти країн [3]. Класифікація Н. В. Черняк [Архівовано 17 травня 2021 у Wayback Machine.] за характером взаємовідносин структурних компонентів розділяє ці моделі на:
- номенклатурні;
- структурні;
- каузальні;
- ко-орієнтаційні;
- динамічні.

Також моделі міжкультурної компетенції бувають універсальні і культурно-специфічні.